# شنای موزون
شنای موزون مخلوطی از شنا، رقص و ژیمناستیک است که در آن شناگرها بصورت انفرادی، دو، سه یا تیمی همراه با موسیقی حرکات موزونی را در آب انجام می‌دهند. شنای موزون نیازمند قدرت بسیار، استقامت، انعطاف پذیری، هنر و زمان بندی دقیق است، علاوه بر اینها شناگر نیاز به کنترل نفس در زمانیکه وارونه در زیر آب است، دارد.
المپیک و مسابقات قهرمانی جهانی مخصوص بانوان است، اما در بقیه مسابقات ملی و بین‌المللی مردان نیز می‌توانند شرکت کنند. رقابت مردان و بانوان در یواس‌ای سینکرو و سینکرو کنیدا امکان پذیر است.

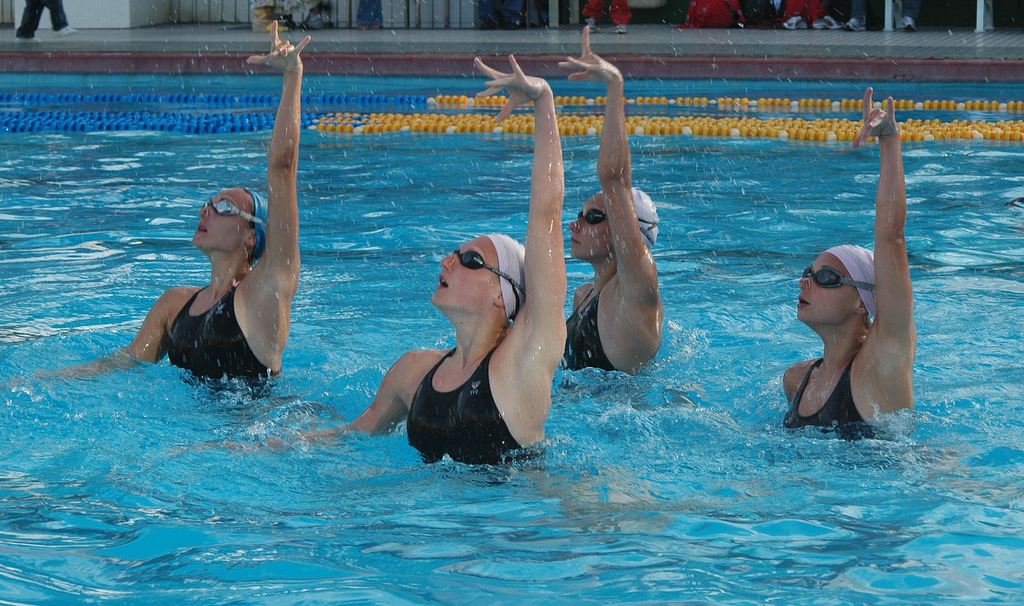
شنای موزون - تیم روسیه

## منبع
- Synchronized swimming. (2011, June 5). In Wikipedia, The Free Encyclopedia. Retrieved 14:58, June 5, 2011, from http://en.wikipedia.org/w/index.php?title=Synchronized_swimming&oldid=432631802